# Dobrowlany (gmina)
Dobrowlany – dawna gmina wiejska w powiecie drohobyckim województwa lwowskiego II Rzeczypospolitej. Siedzibą gminy były Dobrowlany.
Gminę utworzono 1 sierpnia 1934 r. w ramach reformy na podstawie ustawy scaleniowej z dotychczasowych gmin wiejskich: Hruszów, Dobrowlany, Litynia, Rolów, Tynów, Wola Jakubowa, Wróblowice i Wołoszcza.
Po II wojnie światowej obszar gminy znalazł się w ZSRR.